# Tour der südafrikanischen Rugby-Union-Nationalmannschaft nach Europa 1912/13
| Tour der Springboks nach Europa 1912/13 | Tour der Springboks nach Europa 1912/13 | Tour der Springboks nach Europa 1912/13 | Tour der Springboks nach Europa 1912/13 | Tour der Springboks nach Europa 1912/13 |
| Übersicht                               | S                                       | G                                       | U                                       | N                                       |
| --------------------------------------- | --------------------------------------- | --------------------------------------- | --------------------------------------- | --------------------------------------- |
| Test Matches                            | 5                                       | 5                                       | 0                                       | 0                                       |
| Sonstige Spiele                         | 22                                      | 19                                      | 0                                       | 3                                       |
| Gesamt                                  | 27                                      | 24                                      | 0                                       | 3                                       |
|                                         |                                         |                                         |                                         |                                         |
| Schottland                              | 1                                       | 1                                       | 0                                       | 0                                       |
| Irland                                  | 1                                       | 1                                       | 0                                       | 0                                       |
| England                                 | 1                                       | 1                                       | 0                                       | 0                                       |
| Wales                                   | 1                                       | 1                                       | 0                                       | 0                                       |
| Frankreich                              | 1                                       | 1                                       | 0                                       | 0                                       |

Die Tour der südafrikanischen Rugby-Union-Nationalmannschaft nach Europa 1912/13 umfasste eine Reihe von Freundschaftsspielen der Springboks, der Nationalmannschaft Südafrikas in der Sportart Rugby Union. Dazu gehörten fünf Test Matches gegen die vier Nationalmannschaften des Vereinigten Königreichs und Frankreichs sowie weitere Begegnungen mit Vereinsmannschaften und Auswahlteams. Die Tour begann im Oktober 1912 und dauerte bis Januar 1913.
Obwohl es den Springboks nicht gelang, alle Spiele der Tour zu gewinnen, entschieden sie alle Test Matches für sich. Mit Siegen über alle vier britischen Home Nations gelang ihnen als erstem Team der Südhemisphäre eine Grand Slam Tour. Billy Millar amtierte als Tour-Kapitän, obwohl er der letzte Spieler war, der für die Tour ausgewählt wurde. Er war nicht die erste Wahl der Selektoren als Kapitän gewesen, doch diese wurden vom South African Rugby Board überstimmt. Millar hatte zwar den Vorteil, dass er einer der wenigen Spieler gewesen war, die schon einmal während einer Tournee in Großbritannien gespielt hatten, aber er galt bei den Gastgebern als feuriger Charakter und war bei Mitspielern und Fans weniger beliebt als der damalige Tour-Kapitän Paul Roos. Zwei weitere Spieler waren bereits an der Springboks-Tour 1906/07 beteiligt, Frederick „Uncle“ Dobbin und Douglas Morkel.

## Spielplan
- Hintergrundfarbe grün = Sieg
- Hintergrundfarbe rot = Niederlage

(Test Matches sind grau unterlegt; Ergebnisse aus der Sicht Südafrikas)
| #  | Datum             | Gegner                    | Ort                 | Stadion                             | Ergebnis |
| -- | ----------------- | ------------------------- | ------------------- | ----------------------------------- | -------- |
| 01 | 03. Oktober 1912  | Somerset                  | Bath                |                                     | 24:3     |
| 02 | 05. Oktober 1912  | Devon                     | Exeter              |                                     | 8:0      |
| 03 | 10. Oktober 1912  | Cornwall                  | Redruth             |                                     | 15:6     |
| 04 | 12. Oktober 1912  | Monmouthshire County      | Pontypool           | Recreation Ground                   | 16:0     |
| 05 | 17. Oktober 1912  | Glamorgan County RFC      | Cardiff             | Cardiff Arms Park                   | 35:3     |
| 06 | 19. Oktober 1912  | Llanelli RFC              | Llanelli            | Stradey Park                        | 8:7      |
| 07 | 24. Oktober 1912  | Newport RFC               | Newport             | Rodney Parade                       | 3:9      |
| 08 | 26. Oktober 1912  | London Counties           | Blackheath          |                                     | 12:8     |
| 09 | 30. Oktober 1912  | Combined Services         | Portsmouth          |                                     | 18:16    |
| 10 | 02. November 1912 | East Midlands             | Northampton         |                                     | 14:5     |
| 11 | 06. November 1912 | Oxford University RFC     | Oxford              |                                     | 6:0      |
| 12 | 09. November 1912 | Midland Counties          | Leicester           | Town Club                           | 25:3     |
| 13 | 14. November 1912 | Cambridge University RUFC | Cambridge           |                                     | 24:0     |
| 14 | 16. November 1912 | London Counties           | London              | Twickenham Stadium                  | 8:10     |
| 15 | 20. November 1912 | Northern Counties         | Newcastle upon Tyne | Mansfield Park                      | 17:0     |
| 16 | 23. November 1912 | Schottland                | Edinburgh           | Inverleith                          | 16:0     |
| 17 | 27. November 1912 | West of Scotland          | Glasgow             |                                     | 38:3     |
| 18 | 30. November 1912 | Irland                    | Dublin              | Lansdowne Road                      | 38:0     |
| 19 | 04. Dezember 1912 | Ulster                    | Belfast             |                                     | 19:0     |
| 20 | 07. Dezember 1912 | Northern Counties         | Birkenhead          | Birkenhead Park                     | 21:8     |
| 21 | 14. Dezember 1912 | Wales                     | Cardiff             | Cardiff Arms Park                   | 3:0      |
| 22 | 19. Dezember 1912 | Neath RFC                 | Neath               | The Gnoll                           | 8:3      |
| 23 | 21. Dezember 1912 | Cardiff RFC               | Cardiff             | Cardiff Arms Park                   | 7:6      |
| 24 | 26. Dezember 1912 | Swansea RFC               | Swansea             | St Helen’s Rugby and Cricket Ground | 0:3      |
| 25 | 28. Dezember 1912 | Gloucestershire           | Bristol             |                                     | 11:0     |
| 26 | 04. Januar 1913   | England                   | London              | Twickenham Stadium                  | 9:3      |
| 27 | 11. Januar 1913   | Frankreich                | Le Bouscat          | Stade Sainte-Germaine               | 38:5     |

## Test Matches

### Schottland
| 23. November 1912 | Schottland | 0 : 16        | Südafrika                                                                    | Inverleith, Edinburgh Zuschauer: 26.000 Schiedsrichter: Frank Potter-Irwin (England) |
| 23. November 1912 |            | (0:3) Bericht | Versuche: Stegmann (2) McHardy, W. H. Morkel Erhöhungen: G. Morkel D. Morkel | Inverleith, Edinburgh Zuschauer: 26.000 Schiedsrichter: Frank Potter-Irwin (England) |

Aufstellungen:
- Schottland: Walter Dickson, Walter Sutherland, Alexander Angus, Alexander Gunn, James Pearson, James Boyd, Eric Milroy, Patrick Blair, Lewis Robertson, William Purves, Dave Howie, David Bain, John Scott, John Dobson, Freddie Turner
- Südafrika: Gerhard Morkel, Jan Stegmann, Jacky Morkel, Richard Luyt, Evelyn Edgar McHardy, Freddie Luyt, Uncle Dobbin , Douglas Morkel, Thomas van Vuuren, Gerald Thompson, Saturday Knight, William Herman Morkel, Septimus Ledger, Joe Francis, John Luyt

### Irland
| 30. November 1912 | Irland | 0 : 38         | Südafrika                                                                                         | Lansdowne Road, Dublin Zuschauer: 20.000 Schiedsrichter: J. D. Tulloch, F. Gardner (Schottland) |
| 30. November 1912 |        | (0:12) Bericht | Versuche: Francis McHardy (3) Millar J. Morkel (2) Stegmann (3) Erhöhungen: F. Luyt G. Morkel (3) | Lansdowne Road, Dublin Zuschauer: 20.000 Schiedsrichter: J. D. Tulloch, F. Gardner (Schottland) |

Aufstellungen:
- Irland: Charles Stuart, Robert Watson, George Holmes, John Minch, Myles Abraham, Dickie Lloyd , Harry Read, George Brown, Robert Burgess, Samuel Campbell, Herbert Moore, Charles Adams, D’Arcy Patterson, Geoffrey Schute, John Clune
- Südafrika: Gerhard Morkel, Jan Stegmann, Jacky Morkel, Richard Luyt, Evelyn Edgar McHardy, Freddie Luyt, Uncle Dobbin, Douglas Morkel, Thomas van Vuuren, Gerald Thompson, Saturday Knight, William Herman Morkel, Septimus Ledger, Joe Francis, William Millar

### Wales
| 14. Dezember 1912 | Wales | 0 : 3         | Südafrika              | Cardiff Arms Park, Cardiff Zuschauer: 26.000 Schiedsrichter: Frank Potter-Irwin (England) |
| 14. Dezember 1912 |       | (0:3) Bericht | Straftritte: D. Morkel | Cardiff Arms Park, Cardiff Zuschauer: 26.000 Schiedsrichter: Frank Potter-Irwin (England) |

Aufstellungen:
- Wales: Robert Williams, William Geen, Fred Birt, William Spiller, Reginald Plummer, Horace Thomas, Tommy Vile , Frank Andrews, Rees Thomas, Fred Perrett, Glyn Stephens, Percy Jones, Harry Wetter, Bert Hollingdale, Johnnie Morgan
- Südafrika: Gerhard Morkel, Jan Stegmann, Jacky Morkel, Richard Luyt, Evelyn Edgar McHardy, Freddie Luyt, Uncle Dobbin, Douglas Morkel, Thomas van Vuuren, Gerald Thompson, Saturday Knight, William Herman Morkel, Joe Francis, William Millar , John Luyt

### England
| 4. Januar 1913 | England                  | 3 : 9         | Südafrika                                      | Twickenham Stadium, London Zuschauer: 29.000 Schiedsrichter: J. D. Tulloch (Schottland) |
| 4. Januar 1913 | Versuche: Poulton-Palmer | (3:3) Bericht | Versuche: J. Morkel Straftritte: D. Morkel (2) | Twickenham Stadium, London Zuschauer: 29.000 Schiedsrichter: J. D. Tulloch (Schottland) |

Aufstellungen:
- England: William Johnston, Cyril Lowe, Frederick Stoop, Ronald Poulton-Palmer, Vincent Coates, Dave Davies, William Cheesman, John Ritson, Norman Wodehouse , Sydney Smart, John King, Leonard Brown, Alfred Kewney, John Greenwood, Charles Pillman
- Südafrika: Gerhard Morkel, Evelyn Edgar McHardy, Jacky Morkel, Richard Luyt, Jan Stegmann, Freddie Luyt, John McCulloch, Douglas Morkel , Thomas van Vuuren, Ernest Shum, Saturday Knight, William Herman Morkel, Septimus Ledger, Joe Francis, John Luyt

### Frankreich
| 11. Januar 1913 | Frankreich                          | 5 : 38         | Südafrika | Stade Sainte-Germaine, Le Bouscat Zuschauer: 20.000 Schiedsrichter: Tom Williams (Wales) |
| 11. Januar 1913 | Versuche: Bruneau Erhöhungen: André | (5:11) Bericht | Versuche: Francis Ledger R. Luyt McHardy (2) D. Morkel (2) J. Morkel W. Morkel Erhöhungen: D. Morkel (2) J. Morkel (2) Straftritte: D. Morkel | Stade Sainte-Germaine, Le Bouscat Zuschauer: 20.000 Schiedsrichter: Tom Williams (Wales) |

Aufstellungen:
- Frankreich: Jean Caujolle, Géo André, Maurice Bruneau, Jean Sentilles, Pierre Jauréguy, Albert Chateau, Maurice Hedembaigt, Paul Mauriat, Jean-René Pascarel, Hélier Thil, Pierre Mouniq, Maurice Leuvielle , Marcel Legrain, Fernand Forgues, Marcel Communeau
- Südafrika: Gerhard Morkel, Jan Stegmann, Jacky Morkel, Richard Luyt, Evelyn Edgar McHardy, Jacobus Hendrik Immelman, John McCulloch, Douglas Morkel, Thomas van Vuuren, Saturday Knight, William Herman Morkel, Septimus Ledger, Joe Francis, William Millar , John Luyt

## Kader

### Management
- Tourmanager: Max Honnet
- Tourkapitän: William Millar
- Vizekapitän: Fredrick „Uncle“ Dobbin

### Spieler
| Spieler                  | Position         | Mannschaft        |
| ------------------------ | ---------------- | ----------------- |
| Frederick „Uncle“ Dobbin | Halbspieler      | Griqualand West   |
| Jacobus Hendrik Immelman | Halbspieler      | Western Province  |
| Freddie Luyt             | Halbspieler      | Western Province  |
| John McCulloch           | Halbspieler      | Western Province  |
| William Krige            | Dreiviertelreihe | Western Province  |
| Richard Luyt             | Dreiviertelreihe | Western Province  |
| Evelyn Edgar McHardy     | Dreiviertelreihe | Orange Free State |
| Wally Mills              | Dreiviertelreihe | Western Province  |
| Jacky Morkel             | Dreiviertelreihe | Western Province  |
| Jan Stegmann             | Dreiviertelreihe | Transvaal         |
| Otto van der Hoff        | Dreiviertelreihe | Transvaal         |
| G. M. Wrentmore          | Dreiviertelreihe | Western Province  |
| J. J. Meintjies          | Schlussmann      | Griqualand West   |
| Gerhard Morkel           | Schlussmann      | Western Province  |

| Spieler               | Position | Mannschaft       |
| --------------------- | -------- | ---------------- |
| J. S. Braine          | Stürmer  | Griqualand West  |
| S. N. Cronje          | Stürmer  | Transvaal        |
| E. T. Delaney         | Stürmer  | Griqualand West  |
| Joe Francis           | Stürmer  | Transvaal        |
| Saturday Knight       | Stürmer  | Transvaal        |
| Septimus Ledger       | Stürmer  | Griqualand West  |
| L. H. Louw            | Stürmer  | Western Province |
| John Luyt             | Stürmer  | Eastern Province |
| William Millar        | Stürmer  | Western Province |
| Douglas Morkel        | Stürmer  | Transvaal        |
| William Herman Morkel | Stürmer  | Western Province |
| Ernest Shum           | Stürmer  | Transvaal        |
| Gerald Thompson       | Stürmer  | Western Province |
| Thomas van Vuuren     | Stürmer  | Eastern Province |